# 刘文修
刘文修（1912年9月—），别名刘付忱，男，直隶（今河北）行唐人，中国教育学家，曾任河北大学教育系主任、教授。